# Édith Boivin-Béluse

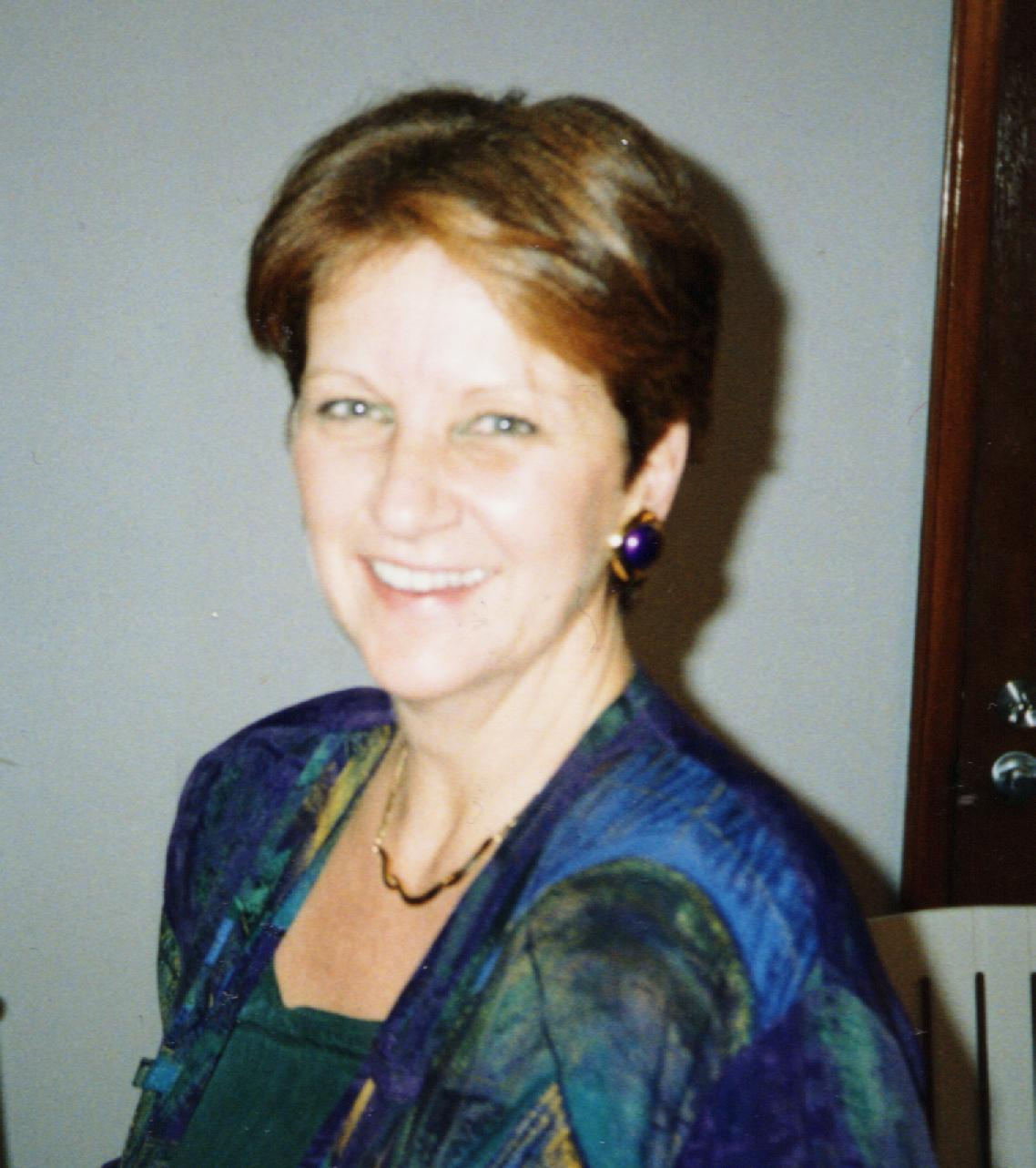
Édith Boivin-Béluse, 2000

Édith Boivin-Béluse (* 14. Februar 1947 in Saint-Odilon-de-Cranbourne/Québec) ist eine kanadische Pianistin.

## Leben
Boivin-Béluse besuchte die Ursulinenschule in Québec. An der École de Musique Vincent d'Indy in Montreal erwarb sie den Masterabschluss im Fach Klavier bei Anisia Campos, bei der sie ihre Ausbildung am Conservatoire de musique du Québec fortsetzte. Dort schloss sie das Studium 1972 mit dem Ersten Preis ab. 1971 war sie Halbfinalistin beim Johann-Sebastian-Bach-Wettbewerb in Washington. Außerdem gewann sie Wettbewerbe der CBC und des Orchestre symphonique de Montréal und beim Festival de Musique du Québec.
In der Folgezeit profilierte sie sich sowohl als Konzertpianistin als auch als Kammermusikerin und Klavierbegleiterin. 1978 spielte sie im Fernsehprogramm der CBC das Klavierkonzert von François Dompierre, das sie im Folgejahr mit dem Orchestre Symphonique de Montréal unter Leitung von Charles Dutoit für die Deutsche Grammophon aufnahm. 1979 tourte sie mit dem Orchester durch Québec mit zwei Konzerten in der Salle Wilfrid-Pelletier am Place des Arts.
Als Gast hatte sie u. a. Auftritte mit dem Orchestre Métropolitain (1981, 1982, 1983 und 1984), dem Hull Chamber Orchestra (1986) und dem Orchestre Symphonique de Québec (1984 und 1985). 1984 vertrat sie Québec bei den Fêtes du Canada in Ottawa, 1986 bei der Weltausstellung in Vancouver. 1984 war sie Klaviersolistin im Soundtrack von Denys Arcands Film Le déclin de l'empire américain, 1986 in Francis Mankiewicks Portes tournantes. Mit dem Trompeter Daniel Doyon nahm sie 1989 das Album Trompette et Piano auf.